# John Chinyanta
John Chinyanta (* 11. Oktober 1961) ist Politiker in Sambia.
John Chinyanta war Bezirkskommissar von Mpika.
Bei den Wahlen in Sambia 2006 konnte John Chinyanta für das Movement for Multiparty Democracy das Mandat des Wahlkreises Mabilima in der Provinz Luapula in der Nationalversammlung gewinnen. Im Oktober 2006 wurde er zum Minister der Provinz Luapula ernannt.